# 도요사토촌 (나가노현)
도요사토촌(일본어: 豊里村)은 일본 나가노현 지사가타군에 있던 촌이다. 현재의 우에다시에 해당한다.

## 역사
- 1889년 4월 1일 - 정촌제 시행에 의해 2촌의 구역을 확장해 성립하였다.
- 1956년 9월 30일 - 도노시로촌과 합병해 호덴촌이 성립하여, 동일 도요사토촌은 폐지되었다.

## 교통

### 도로
현재는 구 촌역에 조신에쓰 자동차도가 통과하지만 당시엔 미개통

## 참고문헌
- 角川日本地名大辞典 20 長野県